# ブーメランストレート
「ブーメランストレート」は、西城秀樹の68枚目のシングル。1992年11月21日にD.O.G HOUSEから発売された。

## 解説
- 前作「もいちど」から1年ぶりにリリースされたシングルである。
- 代表曲「ブーメランストリート」のアンサーソングとして制作された。サビの部分は原曲から引用されているが、それ以外は新たに曲が作られている。
- TBS系『生生生生ダウンタウン』のエンディング・テーマとなった（1992年10月～1993年3月）。
- 野口五郎との会話がきっかけで作られたという[1]。

## 収録曲
1. ブーメランストレート
作詞:阿久悠、T'S PARTY／作曲:三木たかし、多々納好夫／編曲:池田大介
2. Hideki Ballad Memories[注 1]
3. ブーメランストレート（オリジナルカラオケ）